# 드루즈바 파이프라인

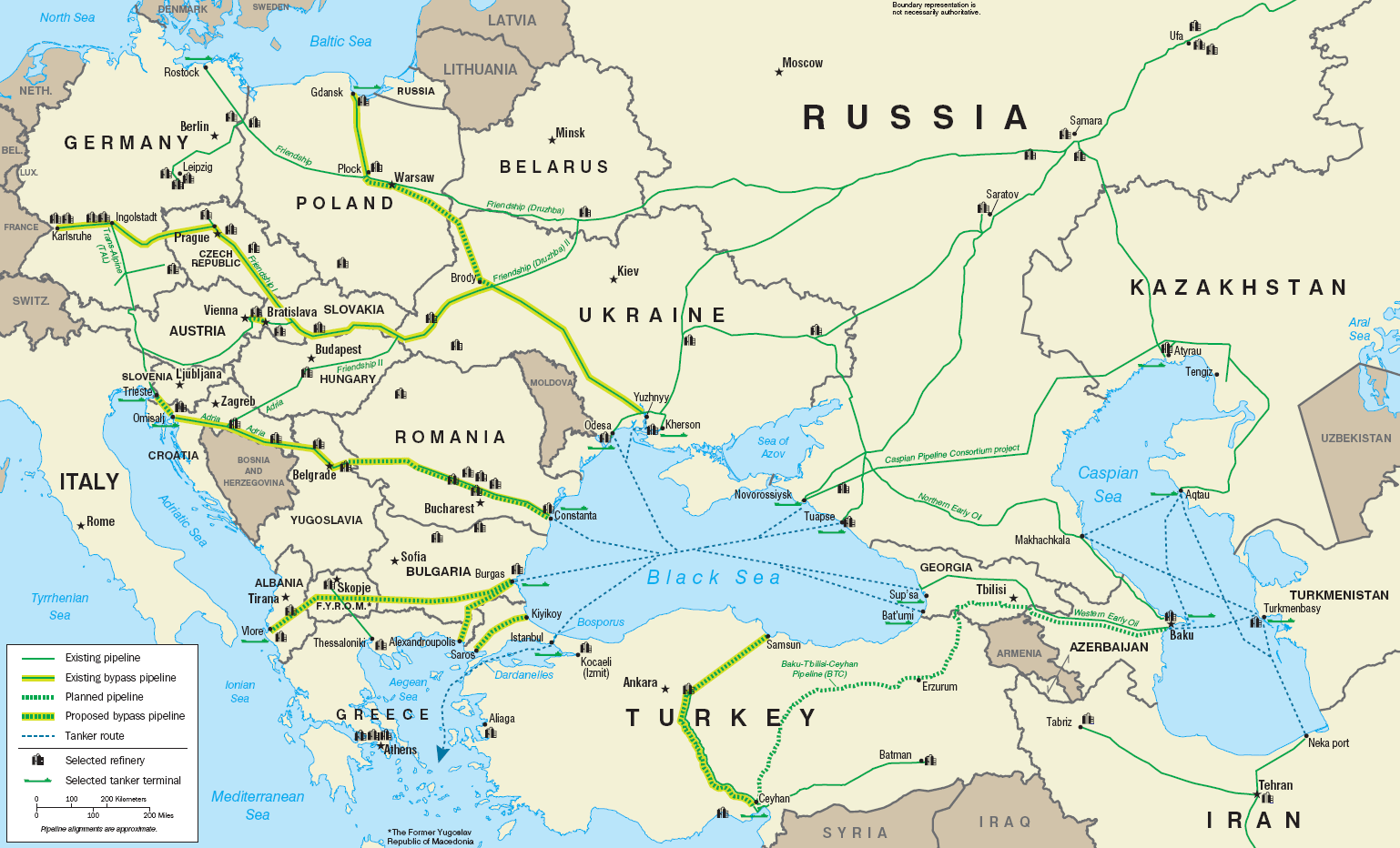
드루즈바 파이프라인은 우크라이나와 벨라루스를 지난다.

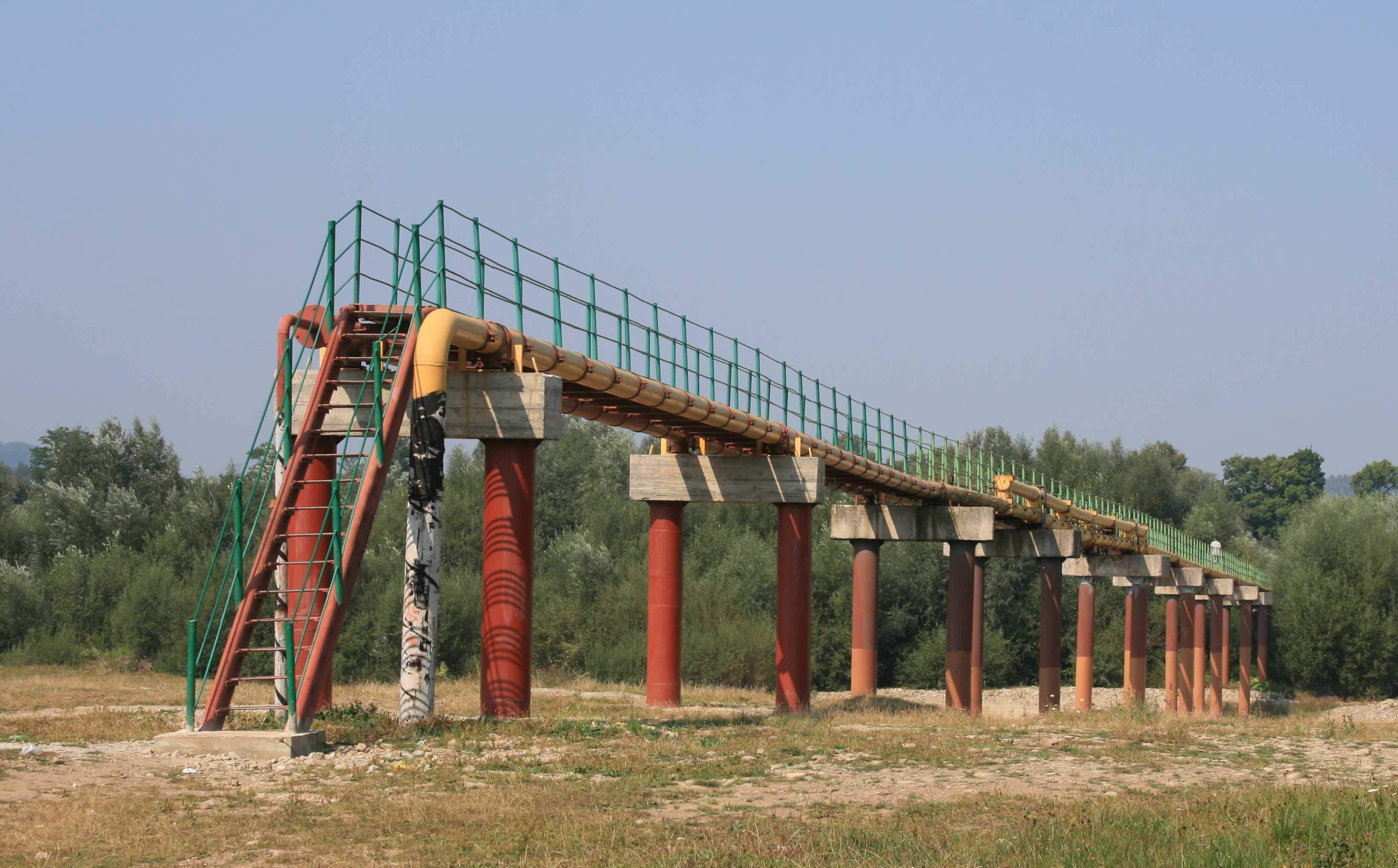
리비우주의, 파이프라인의 지상 부분.

드루즈바 파이프라인(러시아어: нефтепровод «Дружба»)은 세계 최장의 석유 파이프라인으로, 러시아 동부에서 우크라이나, 벨라루스, 폴란드, 헝가리, 슬로바키아, 체코, 독일로 4,000 km 거리까지 석유를 나른다. 드루즈바 파이프라인은 중간에 다른 파이프라인으로 분기하여 동유럽 곳곳으로 석유를 운반하기도 한다.
드루즈바(러시아어: Дружба)는 "우정"이라는 뜻으로, 소련이 동구권의 "사회주의 동맹국들"에게 석유를 공급하는 데 사용했다는 점에서 유래한다. 현재는 러시아와 카자흐스탄산 석유를 운송하는 대동맥으로서의 역할을 하고 있다.

## 역사
1958년 12월 18일, 프라하에서 열린 제 10차 경제상호원조회의 (코메콘)에서, 소련에서 폴란드, 체코슬로바키아, 동독, 헝가리로 이어지는 송유관을 건설한다는 결정이 내려졌다. 최초 제안된 5327 km 구간은 1960년 착공되었으며, 각 국가가 건설에 필요한 자재, 공구, 기계를 전부 조달하게끔 하였다. 체코슬로바키아는 1962년, 헝가리는 1963년 9월, 폴란드는 1963년 11월, 동독은 1963년 12월 최초로 석유를 받았다. 전체 파이프라인은 1964년 10월 가동을 시작하였다. 드루즈바 파이프라인에 최초로 공급된 석유는 타타르스탄과 사마라주에서 생산된 석유였다. 1970년대 드루즈바 파이프라인은 지리적으로 평행한 관을 건설하며 확장되었다.

## 경로
드루즈바 파이프라인은 타타르스탄 알메티옙스크에서 시작하며, 이 곳으로 시베리아 서부, 우랄산맥, 카스피해의 석유가 모인다. 파이프라인은 마지르를 거쳐 벨라루스 남부로 가며, 이 곳에서 북쪽 지선과 남쪽 지선으로 갈라진다. 북쪽 지선은 벨라루스와 폴란드를 거쳐 독일 슈베트까지 이어진다. 북쪽 지선은 프워츠크와 슈베트의 정유 공장에 석유를 공급하며, 프워츠크-그단스크 파이프라인과 이어져 그단스크에서 재수출된다. 슈베트에서 드루즈바 파이프라인은 MVL 파이프라인과 연결되어 로스토크와 슈페르가우로 이어진다.
남쪽 지선은 우크라이나 남부로 향한다. 브로디에서는 오데사-브로디 파이프라인과 연결되어, 드루즈바 파이프라인의 석유를 흑해로 수출하는 데 사용되고 있다. 우지호로드에서는 슬로바키아(드루즈바-1)와 헝가리(드루즈바-2)로 갈라진다. 슬로바키아로 향한 파이프라인은 브라티슬라바 근방에서 다시 분기하여, 하나는 체코 북서쪽으로, 다른 하나는 남쪽의 헝가리로 간다. 슬로바키아 쪽 파이프라인은 이펠강 근처 반스카비스트리차주에서 헝가리 쪽으로 분기하여 드레게이펄란크에서 헝가리 국경을 넘어 사즈헐롬버터로 향한다. 헝가리 기준으로, 드루즈바-1 파이프라인은 도나우 정유 공장, 드루즈바-2 파이프라인은 도나우 및 티서 정유 공장에 석유를 공급한다.
리투아니아의 오를렌 리에투바 및 라트비아의 벤츠필스는 브랸스크주 우네차에서 분기한 지선으로 연결되어 있으나, 2006년 작동을 중지한 이후 복구가 이루어지지 않고 있다.
벨라루스에 있는 드루즈바 파이프라인의 길이는 2910 km, 우크라이나는 1490 km, 폴란드는 670 km, 헝가리는 130 km, 리투아니아는 332 km, 라트비아는 420 km, 체코와 슬로바키아를 합쳐 400 km 가량이다. 드루즈바 파이프라인은 강 45개, 철도와 고속도로 200개를 지난다.

## 기술적 사항
파이프라인에 쓰인 관은 소련과 폴란드에서, 이음쇠는 체코슬로바키아에서, 펌프는 동독에서, 자동 및 통신 장비는 헝가리에서 제작하였다. 건설비는 약 4억 루블이었으며 사용된 파이프의 중량은 73만 톤이었다. 드루즈바 파이프라인의 현재 용량은 1.2 ~ 1.4 million barrels per day (190×103 ~ 220×103 m3/d)로, 벨라루스-폴란드 구간의 용량을 늘리기 위한 작업이 진행 중이다. 관의 지름은 구간에 따라 420 ~ 1020 mm 정도로 차이가 난다. 펌프 시설은 20개가 설치되어 있다.

## 운영사
드루즈바 파이프라인의 러시아 부분은 트랜스네프트가, 벨라루스 부분은 고멜트랜스네프트 드루즈바가, 우크라이나 부분은 우크르트란스나프타가, 폴란드 부분은 PERN 프시야진 SA가, 슬로바키아 부분은 트란스페트롤 AS가, 체코 부분은 메로가, 헝가리 부분은 MOL이 운영하고 있다.

## 발트 파이프라인 시스템-2
발트 파이프라인 시스템-2(BPS-2)는 러시아-벨라루스 국경 근방 드루즈바 파이프라인의 우네차 분기점에서 핀란드만 동쪽 우스틸루가 정유 공장을 잇고, 여기서 지선으로 172 km를 더 가서 키리시 정유 공장까지를 연결하는 파이프라인이다. BPS-2의 용량은 연간 석유 5억 톤으로 예상된다. BPS-2의 건설은 2009년 6월 10일 시작되었으며, 2011년 공사가 완료되어 2012년 3월 말 가동을 시작했다.

## 연장 계획

### 드루즈바-빌헬름스하펜
드루즈바 파이프라인의 북쪽 지선을 독일의 북해 항구 빌헬름스하펜까지 연장하여, 발트해의 유조선 수송량을 줄이고 미국으로의 석유 수출을 용이하게 만들자는 계획이 있다. 2007년 독일의 석유 무역 기업은 우네차에서 빌헬름스하펜으로의 연결관을 건설하자는 계획을 제시했다. 길이는 1800 km이며, 수송량은 연간 2억 5000만~5억 톤으로 예상된다.

### 드루즈바-아드리아
드루즈바-아드리아 파이프라인 통합 프로젝트는 2000년대 제안된, 드루즈바 파이프라인을 헝가리와 크로아티아로 연장하여 아드리아해의 오미샬 항구까지 연장하는 계획으로, 크로아티아 측 파이프라인은 시사크 펌프에서 오미샬 항구까지 새로 지을 예정이었다. 현재는 반대로 항구에서 내륙으로 석유를 수송하고 있는 파이프라인을 뒤집기 위해, 크로아티아 기업 야드란스키 나프토보드가 설계를 맡을 계획이었다.
드루즈바-아드리아 파이프라인을 계획 중인 범유럽 석유 파이프라인과 연결하는 방안도 검토되었었다.
드루즈바-아드리아 계획은 크로아티아 대통령 스체판 메시치의 홍보에도 불구하고, 크바르네르만의 환경 오염 문제로 인해 부정적인 여론이 다수였고, 최종적으로 폐기되었다.

### 슈베하트-브라티슬라바 파이프라인
2003년 제안된 슈베하트-브라티슬라바 양방향 파이프라인은 드루즈바 파이프라인의 석유를 슈베하트 정유 공장으로 공급할 수 있게끔 해 줄 계획이었다.

## 반론

### 수송료에 대한 불만
유럽으로 향하는 파이프라인 다수는 우크라이나를 지나기 때문에, 최근 몇 년 동안 러시아와 우크라이나는 통과 요금으로 인한 분쟁을 자주 겪고 있다. 계속되는 분쟁은 주로 천연가스의 수송에 대한 문제이다. 2009년 12월 28일, 러시아의 발표에 대해 슬로바키아 정부는 러시아가 우크라이나와의 분쟁으로 인해 슬로바키아, 헝가리, 체코로의 석유 공급을 중단한다는 경보를 보냈다고 밝혔다. 하지만 다음 날 우크라이나의 나프토하즈는 러시아가 우크라이나 통과료 30% 인상에 동의했다는 선언을 내놨다. 통과 요금은 2010년 기준 톤당 $7.8에서 $9.50으로 인상되었으며, 이는 러시아 측의 에너지 자원 가격 인상에 의한 것이었다. 또한 우크라이나의 요구에 맞추어, 대금은 유로로 지급하게 되었으며, 파이프라인이 노후화됨에 따라 보수를 위한 투자를 요구하였다. 두 국가는 수송하는 석유의 양에도 합의를 이뤘다. 2010년 기준 슬로바키아, 체코, 헝가리로 향하는 석유의 양은 2008년의 1억 7100만 톤에서 감소한 1억 5000만 톤으로 결정되었다.

### 2019년 석유 오염 스캔들
2019년 4월 20일, 파이프라인에서 고농도 유기 염소가 검출됨에 따라 석유 공급이 중단되었다. 파이프라인과 장비가 오염됨에 따라, 러시아와 유럽 전역에서 수십억 달러에 달하는 피해가 났다. 러시아에서는 석유를 훔치고 이를 감추기 위해 유기 염소를 관에 넣은 혐의로 여럿이 체포되는 등, 조사는 현재 진행 중이다.
오염된 석유의 대금 지불에 대한 논쟁은 한 달 후에도 계속되었다.
오염이 발견된 지 한 달 후인 5월 말, 러시아는 파이프라인에 남아있는 오염된 석유 800만~9000만 톤을 다시 가져가기로 합의하였다.

5월 말 기준으로 파이프라인에 남아있거나 탱크로 들어가 있는 총 오염된 석유의 양은 2억~4억 톤에 달할 것으로 추정하고 있다. 오염된 석유는 정유하기 전 희석 작업이 필요하다.
6월 9일 벨라루스는 자국 지역의 파이프라인 청소를 완료했고, 이 과정에서 러시아에게 석유 45만 톤을 다시 보냈으며, 폴란드로 향하는 석유는 하루에 65,000톤으로 복원되었다. 오염 전의 수송량인 하루당 145,000톤은 2019년 7월 경 달성할 수 있을 것으로 보았다.
2019년 9월 중순, 폴란드 내 파이프라인의 정화가 끝났으며, 파이프라인을 다시 정상적으로 운영한다고 발표했다. 오염된 석유 45만 톤은 별도의 저장고로 옮겨졌다. 비슷한 시기 일부 석유 회사는 처음에 받았던 오염된 석유 30만 톤을 팔기 위한 노력을 기울이고 있었다.

### 벨라루스-러시아 관계
2020년 2월, 벨라루스는 러시아가 석유를 충분히 공급하지 않을 경우 드루즈바 파이프라인에서 석유를 빼갈 것이라고 위협했다. 2020년 동안 벨라루스로의 석유 공급 합의는 이루어지지 않았고, 수숑량은 계획량인 2억 톤에서 50만 톤으로 감소했다. 벨라루스 대통령 알렉산드르 루카셴코는 러시아가 벨라루스가 러시아에 합병되는 것을 조건으로 한 에너지 계약을 제시했다고 주장하여, 협상이 결렬되었다.

## 같이 보기
- 러시아-우크라이나 가스 분쟁
- 2007년 러시아-벨라루스 에너지 분쟁
- 바쿠-트빌리시-제이한 파이프라인